# Crassispira melonesiana
Crassispira melonesiana é uma espécie de gastrópode do gênero Crassispira, pertencente à família Pseudomelatomidae.